# Bernie Mac
Bernard Jeffrey McCullough (Chicago, 1957. október 5. – Chicago, 2008. augusztus 9.), művésznevén Bernie Mac amerikai színész, humorista.

## Fiatalkora és tanulmányai
Bernard Jeffrey McCullough 1957. október 5-én született az Illinois állambeli Chicagóban. Mac Mary McCullough és Jeffrey Harrison második gyermekeként született. Macet egyedülálló édesanyja (aki tizenhat éves korában rákban meghalt) és nagyszülei nevelték fel a város nyugati részén. Mac a Chicago Vocational High School-ban kezdte középiskolai pályafutását. 1973-ban Mac a floridai Tampába költözött, hogy a Jezsuita Középiskolába járjon, miután édesanyja másodéves korában meghalt. Nem sokkal később Mac bátyja és apja is meghalt.
Később visszatért Chicagóba, és 1975-ben elvégezte a Chicago Vocational-t. 1977. szeptember 17-én feleségül vette középiskolai szerelmét, Rhonda Gore-t, és 1978-ban született meg közös lányuk, Ja'Niece Childress (sz.: McCullough). A 20-as évei alatt és a 30-as évei elején Mac különböző munkakörökben dolgozott, többek között volt gondnok, edző, profi fuvarozó, szakács, buszsofőr, Sears kézbesítő, bútorszállító és UPS ügynök is. Hétvégente klubokban és partikon lépett fel.

## Betegsége és halála
Az első egészségügyi problémái 2004-ben jelentkeztek, amikor 2004 nyarán az Ocean’s Twelve – Eggyel nő a tét és A csajom apja ideges című filmeket forgatta, valamint a 2004-es játékfilmjét, a Mr. 3000-et promotálta. Egészsége tovább romlott, amikor 2004 októberében a The Bernie Mac Show 4. évadának hátralévő részét kellett volna forgatnia, de tüdőgyulladást kapott és kimerült, a Fox négy hétre leállította a produkciót, hogy Mac felépülhessen.
Élete utolsó négy évében Mac hivatalosan nyilvánosságra hozta, hogy szarkoidózisban szenvedett, egy ismeretlen eredetű betegségben, amely gyulladást okoz a szövetekben. A szarkoidózis gyakran megtámadta a tüdejét. 2008. augusztus 1-jén Macet bevitték a Northwestern Memorial Kórházba. Egy hét sikertelen orvosi kezelés után Mac 50 éves korában szívrohamot kapott, majd augusztus 9-én a kora reggeli órákban tüdőgyulladás szövődményei miatt meghalt. Mac nyilvános temetésére egy héttel a halála után került sor a House of Hope egyházban, közel 7000 ember részvételével. Mac temetésén részt vett Chris Rock, Richard M. Daley chicagói polgármester, Samuel L. Jackson, Ashton Kutcher, Don Cheadle, a The Bernie Mac Show szereplői és D. L. Hughley, Cedric the Entertainer és Steve Harvey.

## Emlékezete
Mac első két posztumusz filmje, A tuti duó és a Madagaszkár 2., három hónappal a halála után kerültek a mozikba, és az ő emlékére készültek. Harmadik és egyben utolsó filmje, a Vén csontok egy évvel a halála után került a mozikba. A 2008-as Bud Billiken Parádét, amelyet Mac halálának napján tartottak Chicagóban, szintén az ő emlékének szentelték. Mac temetésének napján szülővárosának helyi televíziója, a WCIU-TV exkluzív televíziós különkiadást sugárzott A Tribute to Bernie Mac címmel, és interjúkat készített egykori kollégáival, köztük Camille Winbush-szal, Chris Rockkal, Joe Torryvel, Cameron Diazzal, Don Cheadle-lel, valamint néhány családtagjával és közeli barátjával.
Steve Harvey 2016. november 14-én sugárzott televíziós műsorában Harvey felolvasta Chicago polgármesterének, Rahm Emanuelnek a közleményét, amelyben november 14-ét „Bernie Mac napjává” nyilvánította. Steve Harvey vendégei között volt Bernie felesége, Rhonda, lányuk, Je'Niece, unokájuk, Jasmine, valamint D. L. Hughley, Cedric the Entertainer és Guy Torry (aki a turné kezdetén az eredeti műsorvezető volt). Utóbbi három együtt szerepelt Bernie-vel a The Original Kings of Comedy című filmben. A Rolling Stone "minden idők 50 legjobb stand-up komikusa" listáján a 41. helyre került.

## Filmográfia

### Film
| Év   | Magyar cím                                     | Eredeti cím                                                              | Szerep                   | Magyar hang        |
| ---- | ---------------------------------------------- | ------------------------------------------------------------------------ | ------------------------ | ------------------ |
| 1992 | Dől a lé                                       | Mo' Money                                                                | Klubportás (cameo)       |                    |
| 1993 |                                                | Who's the Man?                                                           | G-George                 |                    |
| 1994 | Micsoda buli 3.                                | House Party 3                                                            | Vester bácsi             | Hankó Attila       |
| 1994 | Harlemi ziccer                                 | Above the Rim                                                            | Flip                     | Kocsis György      |
| 1995 | A háború csapdájában                           | The Walking Dead                                                         | Ray                      | Haagen Imre        |
| 1995 | Végre péntek                                   | Friday                                                                   | Clever lelkész           | Németh Gábor       |
| 1996 | Ne légy barom, míg iszod a dzsúszod a gettóban | Don't Be a Menace to South Central While Drinking Your Juice in the Hood | öngyülölő rendőr (cameo) | Karácsonyi Zoltán  |
| 1996 | Ha megy a busz                                 | Get on the Bus                                                           | Jay                      |                    |
| 1996 | Reasons                                        |                                                                          |                          |                    |
| 1997 | Potyázók a portyán                             | Booty Call                                                               | Peabody bíró             | Varga Tamás        |
| 1997 | Álmodik a nyomor                               | B*A*P*S                                                                  | Mr. Johnson              |                    |
| 1997 | Ne légy barom 4.                               | Def Jam's How to Be a Player                                             | Buster                   | Csuja Imre         |
| 1998 | Játékosok klubja                               | The Players Club                                                         | Dollár Bill              | Gesztesi Károly    |
| 1999 | Életfogytig                                    | Life                                                                     | Vasdorong                | Ifj. Jászai László |
| 2000 |                                                | The Original Kings of Comedy (dokumentumfilm)                            | önmaga                   |                    |
| 2001 | Négybalkéz                                     | What's the Worst That Could Happen?                                      | Jack bácsi               | Borbiczki Ferenc   |
| 2001 | Ocean’s Eleven – Tripla vagy semmi             | Ocean's Eleven                                                           | Frank Catton             | Gesztesi Károly    |
| 2003 | Államfőnök                                     | Head of State                                                            | Mitch Gilliam            | Besenczi Árpád     |
| 2003 | Charlie angyalai: Teljes gázzal                | Charlie's Angels: Full Throttle                                          | Jimmy Bosley             | Bácskai János      |
| 2003 | Tapló télapó                                   | Bad Santa                                                                | Gin Slagel               | Bácskai János      |
| 2003 | Tapló télapó                                   | Bad Santa                                                                | Gin Slagel               | Vass Gábor         |
| 2004 | Mr. 3000                                       | Mr. 3000                                                                 | Stan Ross                | Csuja Imre         |
| 2004 | Ocean’s Twelve – Eggyel nő a tét               | Ocean's Twelve                                                           | Frank Catton             | Gesztesi Károly    |
| 2005 | A csajom apja ideges                           | Guess Who                                                                | Percy Jones              | Jakab Csaba        |
| 2005 | Nagycsávó                                      | Lil' Pimp                                                                | Fruit Juice (hangja)     |                    |
| 2005 | Gógyi felügyelő és a repülő gyík esete         | Inspector Gadget's Biggest Caper Ever                                    | Gadgetmobil (hangja)     |                    |
| 2007 | Ocean’s Thirteen – A játszma folytatódik       | Ocean's Thirteen                                                         | Frank Catton             | Gesztesi Károly    |
| 2007 | Büszkeség                                      | Pride                                                                    | Elston                   | Faragó András      |
| 2007 | Transformers                                   | Transformers                                                             | Bobby Bolivia (cameo)    | Faragó András      |
| 2008 | Madagaszkár 2. (posztumusz megjelenés)         | Madagascar: Escape 2 Africa                                              | Zuba (hangja)            | Csuja Imre         |
| 2008 | A tuti duó (posztumusz megjelenés)             | Soul Men                                                                 | Floyd Henderson          | Besenczi Árpád     |
| 2009 | Vén csontok (posztumusz megjelenés)            | Old Dogs                                                                 | Jimmy Lunchbox           | Kerekes József     |

### Televízió
| Év        | Magyar cím          | Eredeti cím               | Szerep                  | Megjegyzések |
| --------- | ------------------- | ------------------------- | ----------------------- | ------------ |
| 1996–2000 | Moesha              | Moesha                    | Bernie bácsi            | 9 epizód     |
| 1997      |                     | The Wayans Bros.          | Shank                   | 1 epizód     |
| 1997      |                     | Don King: Only in America | Bundini Brown           | tévéfilm     |
| 2001–2006 | The Bernie Mac Show | The Bernie Mac Show       | Bernie „Mac” McCullough | 104 epizód   |
| 2003      | Texas királyai      | King of the Hill          | Mack (hangja)           | 1 epizód     |
| 2003      | Saturday Night Live | Saturday Night Live       | önmaga (házigazda)      |              |

## Fordítás
- Ez a szócikk részben vagy egészben  a   Bernie Mac című angol Wikipédia-szócikk ezen változatának fordításán alapul.  Az eredeti cikk szerkesztőit annak laptörténete sorolja fel. Ez a jelzés csupán a megfogalmazás eredetét és a szerzői jogokat jelzi, nem szolgál a cikkben szereplő információk forrásmegjelöléseként.